# Lijst van oorlogsmonumenten in Weststellingwerf
De Nederlandse gemeente Weststellingwerf heeft 17 oorlogsmonumenten. Hieronder een overzicht. 
| Nr.  | Object                                                          | Herdachte groep                                              | Ontwerper                                         | Onthulling        | Type               | Locatie                               | Plaats              | Coördinaten                   | Foto              |
| ---- | --------------------------------------------------------------- | ------------------------------------------------------------ | ------------------------------------------------- | ----------------- | ------------------ | ------------------------------------- | ------------------- | ----------------------------- | ----------------- |
| 114  | Monument aan de Dwarsvaartweg                                   | geallieerde militairen                                       |                                                   | 30 juni 2002      | gedenksteen        | Dwarsvaartweg, 8391 MH                | Noordwolde          | 52° 53' 16" NB, 6° 9' 13" OL  |                   |
| 136  | Indië-monument                                                  | militairen in dienst van het Ned. Kon. na 1945               | Steenhouwerij Eijgelaar                           |                   | begraafplaats/graf | Hortensiastraat, 8471 KK              | Wolvega             | 52° 52' 23" NB, 6° 0' 33" OL  | Indië-monument    |
| 152  | Monument voor Wilfred Berry                                     | geallieerde militairen                                       | Steenhouwerij Eijgelaar                           | 28 september 1945 | zuil               | Hoofdweg 74                           | Oldeholtpade        | 52° 53' 24" NB, 6° 2' 22" OL  | Meer afbeeldingen |
| 154  | Monument op begraafplaats van de Protestantse kerk (Noordwolde) | geallieerde militairen, burgerslachtoffers, verzet Nederland | Dries Kreijkamp                                   | 4 mei 1966        | beeld/sculptuur    | Hoofdstraat Oost 57, 8391 AT          | Noordwolde          | 52° 53' 41" NB, 6° 8' 49" OL  | Meer afbeeldingen |
| 355  | Gedenkplaat in de zuivelfabriek Frico                           | burgerslachtoffers, vervolgden Nederland                     |                                                   |                   | plaquette          | Frisaxweg 4, 8471 ZW                  | Wolvega             | 52° 53' 0" NB, 6° 0' 1" OL    | Meer afbeeldingen |
| 358  | Monument bij spoorwegovergang Stadburen                         | burgerslachtoffers, verzet Nederland                         | Dienst Gemeentewerken, Steenhouwerij Eijgelaar    | 4 mei 1981        | gedenksteen        | Stadburen 2                           | Nijeholtwolde       | 52° 53' 44" NB, 5° 59' 11" OL | Meer afbeeldingen |
| 497  | Plaquette op de gevel van het voormalige gemeentehuis           | militairen in dienst van het Ned. Kon. 1940-1945             |                                                   | 8 mei 2003        | plaquette          | Heerenveenseweg, 8471 BA              | Wolvega             | 52° 52' 35" NB, 6° 0' 6" OL   | Meer afbeeldingen |
| 677  | Verzetsmonument                                                 | verzet Nederland                                             | Jan van Luijn                                     | 3 mei 1952        | beeld/sculptuur    | Van Harenstraat 37, 8471 JC           | Wolvega             | 52° 52' 31" NB, 5° 59' 57" OL | Meer afbeeldingen |
| 2175 | It Petgat                                                       | vervolgden Nederland                                         | Leerlingen van het Friesland College (uitvoering) | 25 april 2003     | plaquette          | Nijksweg, 8398 ER                     | Blesdijke           | 52° 50' 26" NB, 5° 59' 24" OL | Meer afbeeldingen |
| 2289 | Monument voor Harmen Visser                                     | burgerslachtoffers                                           |                                                   |                   | Kruis              | Zeedijk 5, 8482 KN                    | Schoterzijl         | 52° 48' 53" NB, 5° 49' 35" OL | Meer afbeeldingen |
| 2381 | Joods monument                                                  | vervolgden Nederland                                         |                                                   | 24 oktober 2003   | overig             | Schapendrift 3, 8391 VB               | Noordwolde          | 52° 54' 6" NB, 6° 8' 27" OL   | Meer afbeeldingen |
| 2516 | Monument voor Geallieerde Vliegers                              | geallieerde militairen                                       |                                                   | 4 mei 2004        | gedenksteen        | Sasweg/ De Meenthe, 8478 KA           | Sonnega/ Oldetrijne | 52° 51' 8" NB, 5° 58' 13" OL  | Meer afbeeldingen |
| 2518 | Geallieerde eregraven                                           | geallieerde militairen                                       |                                                   |                   | begraafplaats/graf | Hortensiastraat, 8471 KK              | Wolvega             | 52° 52' 23" NB, 6° 0' 33" OL  | Meer afbeeldingen |
| 3895 | Monument Verzetsschuit De Bok                                   | Verzet Nederland                                             | Sigrid Hamelink                                   | 3 juli 2015       | beeld/sculptuur    | Oude Maden                            | Oldelamer           | 52° 52' 17" NB, 5° 52' 40" OL | Meer afbeeldingen |
| 4065 | Sarah Jane monument                                             | geallieerde militairen                                       |                                                   | 4 mei 2005        | gedenksteen        | Kooiweg, 8487 AJ                      | Nijelamer           | 52° 53' 47" NB, 5° 56' 8" OL  | Meer afbeeldingen |
| 4066 | Monument Blessebrug                                             | burgerslachtoffers                                           |                                                   | 4 mei 2005        | gedenksteen        | Blessebrug                            | De Blesse/ Wolvega  | 52° 51' 30" NB, 6° 1' 20" OL  | Meer afbeeldingen |
| 4067 | Halifax monument                                                | geallieerde militairen                                       |                                                   | 4 mei 2005        | gedenksteen        | Idzardaweg 81, 8476 ER                | Ter Idzard          | 52° 54' 27" NB, 6° 2' 52" OL  | Meer afbeeldingen |
|      | Stolpersteine                                                   | vervolgden Nederland                                         | Gunter Demnig                                     |                   | reliëf             | Zie Stolpersteine in Weststellingwerf | Wolvega             |                               | Meer afbeeldingen |

Achtkarspelen ·
Ameland ·
Dantumadeel ·
De Friese Meren ·
Harlingen ·
Heerenveen ·
Leeuwarden ·
Noardeast-Fryslân ·
Ooststellingwerf ·
Opsterland ·
Schiermonnikoog ·
Smallingerland ·
Súdwest-Fryslân ·
Terschelling ·
Tietjerksteradeel ·
Vlieland ·
Waadhoeke ·
Weststellingwerf